# Europe’s Living a Celebration
Europe’s Living a Celebration – debiutancki utwór hiszpańskiej wokalistki Rosy López, napisany przez Toniego i Xasqui Tenów, nagrany i wydany w 2002 roku, umieszczony na debiutanckim albumie studyjnym artystki, zatytułowanym Rosa.
Singiel reprezentował Hiszpanię podczas 47. Konkursu Piosenki Eurowizji w 2002 roku, wygrywając program Operación Triunfo z wynikiem 49,9% głosów telewidzów. 
Tuż po finale selekcji jedna z Akademii Języka Hiszpańskiego zarzuciła López nadanie hiszpańskojęzycznemu utworu tytułu w języku angielskim. Podczas występu w finale Konkursu Piosenki Eurowizji, który odbył się 25 maja w Tallinnie, wokalistce towarzyszył chórek, w którego skład weszli uczestnicy programu Operación Triunfo: David Bisbal, David Bustamante, Chenoa, Gisela i Geno. Przed finałem piosenka była jedną z głównych faworytek do wygrania, ostatecznie zajęła 7. miejsce z 81 punktami na koncie, w tym trzema najwyższymi notami (12 punktów) od głosujących w Szwajcarii, Belgii i we Francji. 
Utworu uzyskał wynik ponad 500 tys. kupionych egzemplarzy niedługo po dopuszczeniu go do sprzedaży na hiszpańskim rynku, dzięki czemu został w kraju najchętniej kupowanym singlem w historii.

## Lista utworów
CD single
1. „Europe's Living a Celebration” – 2:53

CD Maxi-single
1. „Europe's Living a Celebration” – 2:53
2. „Europe's Living A Celebration” (Cibeles Version)
3. „A solas con mi corazon”